# Vincent de Gournay
Jean Claude Marie Vincent, Marquis de Gournay (* 28. Mai 1712 in Saint-Malo; † 27. Juni 1759 in Cádiz) war ein französischer Wirtschaftswissenschaftler.
Gournay stammte aus einer Familie bretonischer Schiffsausrüster und war der Sohn eines reichen Kaufmanns. Er erlernte ebenfalls diesen Beruf und arbeitete anschließend in verschiedenen Geschäften. 1744 trat er in die Dienste des Marineministeriums. 1751 wurde Gournay zum Handelsintendanten („Intendant de Commerce“) befördert. In dieser Funktion begann er, sich für die Bedeutung der Nationalökonomie zu interessieren und übersetzte die Schriften von Josuah Child, David Hume und Josiah Tucker (1713–1799).
Gournay unterstützte von Anfang an die Ideen von Richard Cantillon. Wahrscheinlich wurde er deshalb zum Lehrer von Anne Robert Jacques Turgot berufen.
Er gilt als großer Befürworter wirtschaftlichen Liberalismus. Ihm wird das Motto zugeschrieben: „Laissez faire, laissez passer, le monde va de lui-même“ (etwa: „Lasst es geschehen, lasst es vorübergehen, die Welt geht von selbst weiter“).
Der Begriff Bürokratie (frz. bureaucratie) wurde von ihm geprägt und bereits kurz danach ins Deutsche übernommen. 
Im Alter von 47 Jahren starb Vincent de Gournay am 27. Juni 1759 in Cádiz. Heute sieht man ihn als einen der Begründer der Physiokratie als Reaktion gegen die Einseitigkeit des Merkantilismus.

## Werke
- Observations sur l’état de la Compagnie des Indes (1759)